# Sołojewszczyzna
Sołojewszczyzna – przysiółek, część wsi Wołkusz, położony w Polsce,  w województwie podlaskim, w powiecie augustowskim, w gminie Lipsk.
W latach 1975–1998 miejscowość administracyjnie należała do województwa suwalskiego.